# Рододендрон карпатський
Рододе́ндрон карпа́тський, Ко́чі, східнокарпатський, або миртоли́стий (Rhododéndron myrtifólium Schott & Kotschy) — вічнозелений гарноквітучий чагарничок, поширений у горах Східної Європи і зокрема в Україні вид роду рододендрон (Rhododendron) родини вересових (Ericaceae). Занесено до Червоної книги України.

## Народні назви
Найвідоміша народна назва карпатського рододендрона — червона рута, від якої походять назви славної пісні Володимира Івасюка та однойменного фестивалю. Інші назви — бердулян, бердуляк, збурник, кашкара, когітник, омеґа, чорногривник

## Ботанічний опис

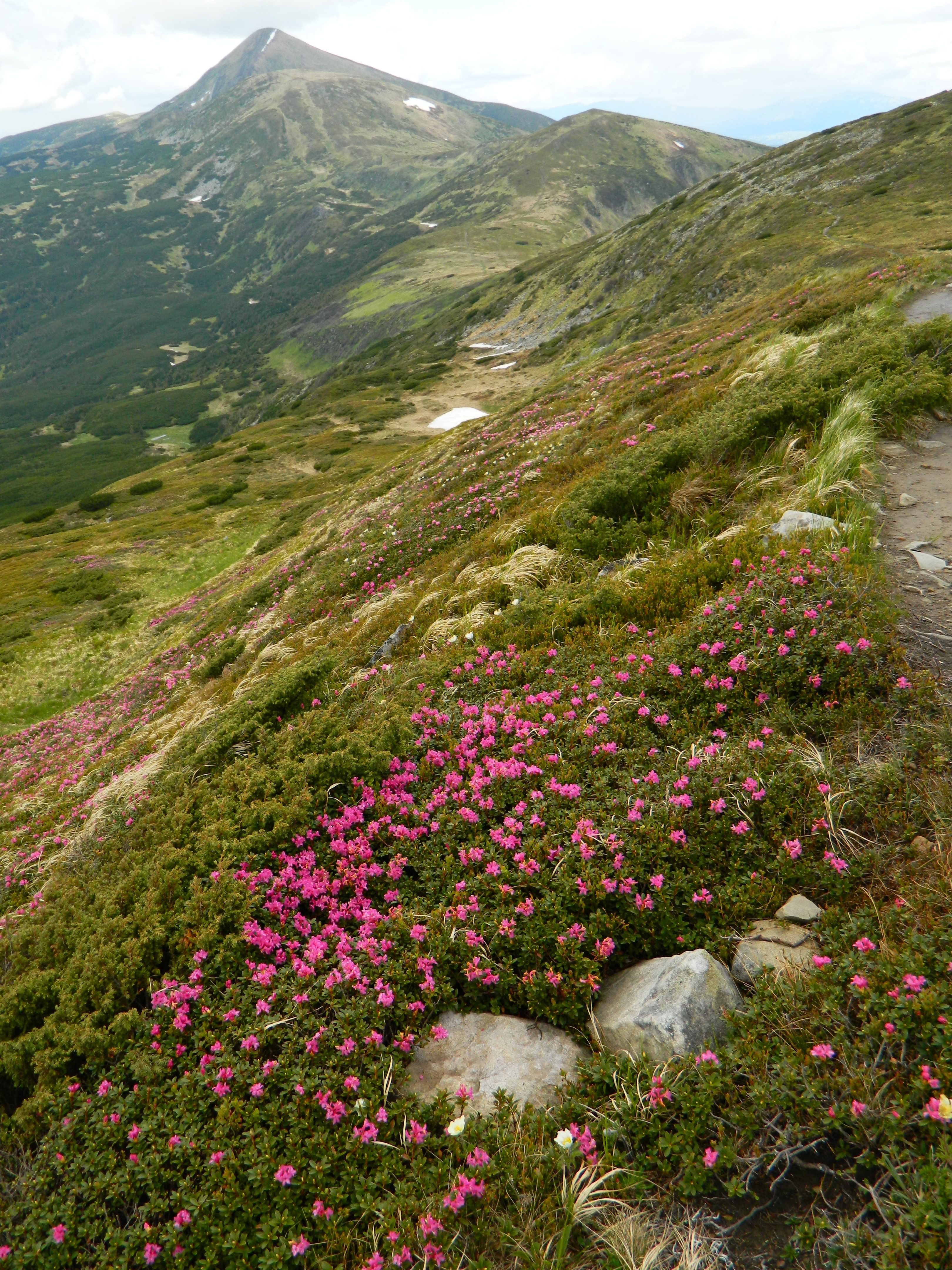
Угруповання рододендрона карпатського на г. Пожижевській

Рододендрон карпатський — вічнозелений чагарничок висотою 10-40 см.
Листки шкірясті, темно-зелені, блискучі, еліптично-яйцеподібні з трохи загорнутими донизу краями, розміром до 2 см, чергові.
Суцвіття парасолькоподібні. Оцвітина яскраво-рожевого, майже пурпурового кольору, 1-2 см. Чашечка невелика, розділена на частки. Стовпчик маточки коротший від зав'язі. Тичинок у квітці 10. Плід — багатонасінна коробочка. Насінина еліптичної форми, плеската, з поздовжніми реберцями, блискуча, помаранчево-коричневого кольору.

## Поширення
Рододендрон карпатський трапляється на Балканах (Родопи), у Східних і Південних Карпатах, зокрема в Болгарії, Македонії, Румунії і в Україні. Східно-південно-карпатсько-балканський субендемік. В Україні зростає на північній межі свого поширення. Занесений до Червоної книги під ІІ категорією охорони.
В Україні росте на субальпійських та альпійських луках поміж заростями сосни гірської та ялівцю сибірського на висотах 1600–2050 м. Характерний для Горгани, Свидовця (лише у масиві Близниці), Чорногори (досить звичайно), Мармароського масиву і Чивчин. Під охороною у КБЗ та КНПП.

## Таксономія
Вперше описаний австрійським ботаніком Теодором Кочі (Theodor Kotschy) (1813–1866), та угорцем Лайошем Шімонкаї (Lájos Simonkai).

### Синоніми
- Rhododendron ferrugineum subsp. myrtifolium (Schott & Kotschy) Hayek, 1928
- Rhododendron kotschyi Simonk., 1887

## Життєва форма
Прийнято вважати, що рододендрон карпатський представлений двома екоморфами: типовою сланкою і подушковидною , але за умов розташування місцезростань на гребенях і хребтах у високогір'ї ймовірним є формування екоморфи шпалерного типу, що формується через посилення впливу різноманітних чинників середовища. У природних умовах тривалість онтогенезу становить понад 120 років, а за екстремальних умов скорочується до 40-60 років.
.

## Використання
Серед інших близько 500 видів рододендронів існують декоративні сорти рододендрона карпатського. Використовується на альпійських гірках. Росте помалу, вимагає легкого, дещо кислого ґрунту та максимального освітлення.
У народній медицині використовується як лікарська рослина у вигляді чаю з квітів та сиропу. Квіти містять мікроелементи та поліфеноли. Рододендрон карпатський є легендарною рослиною і його масове цвітіння виступає фактором, який приваблює туристів.

## Галерея

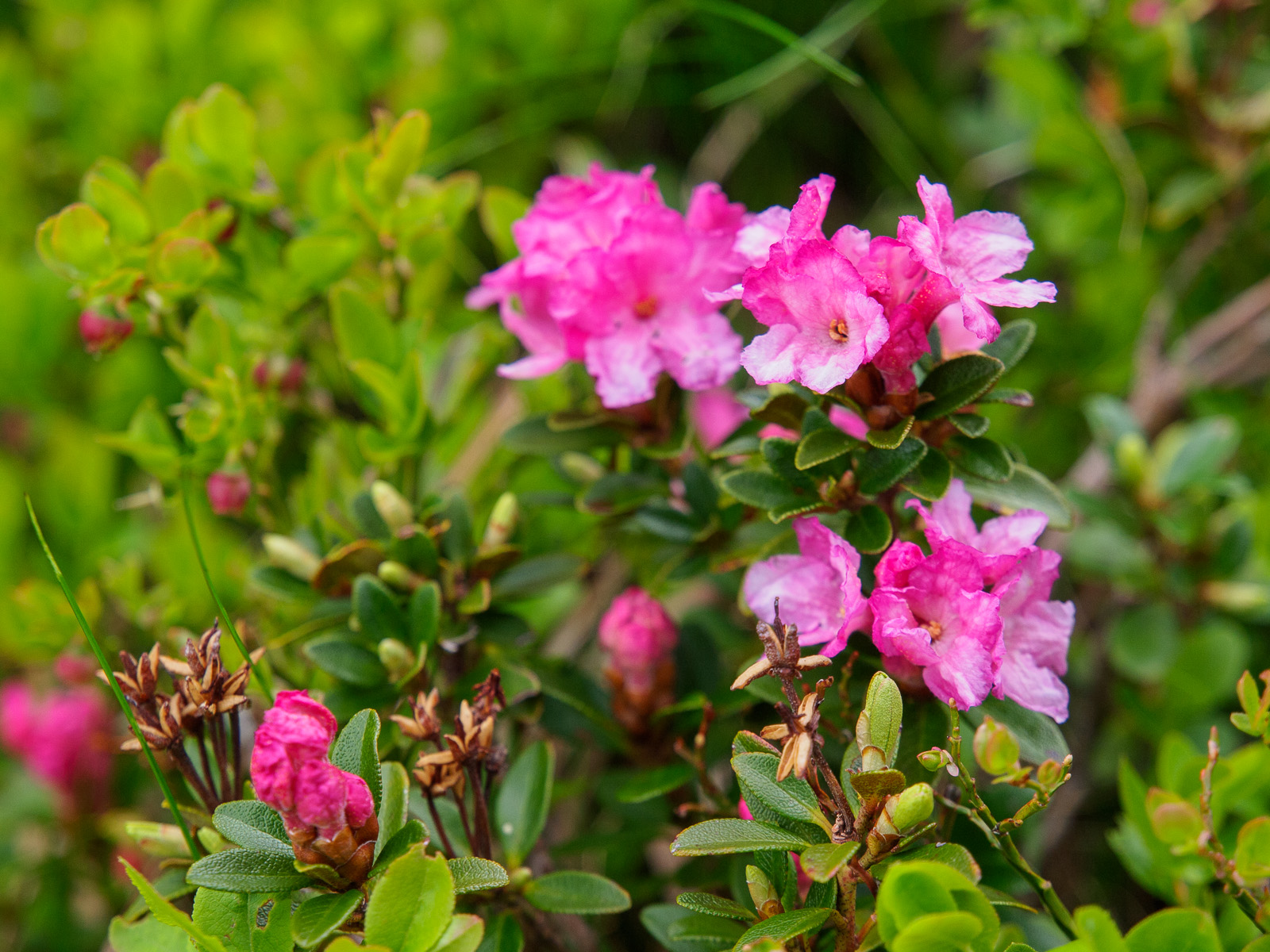
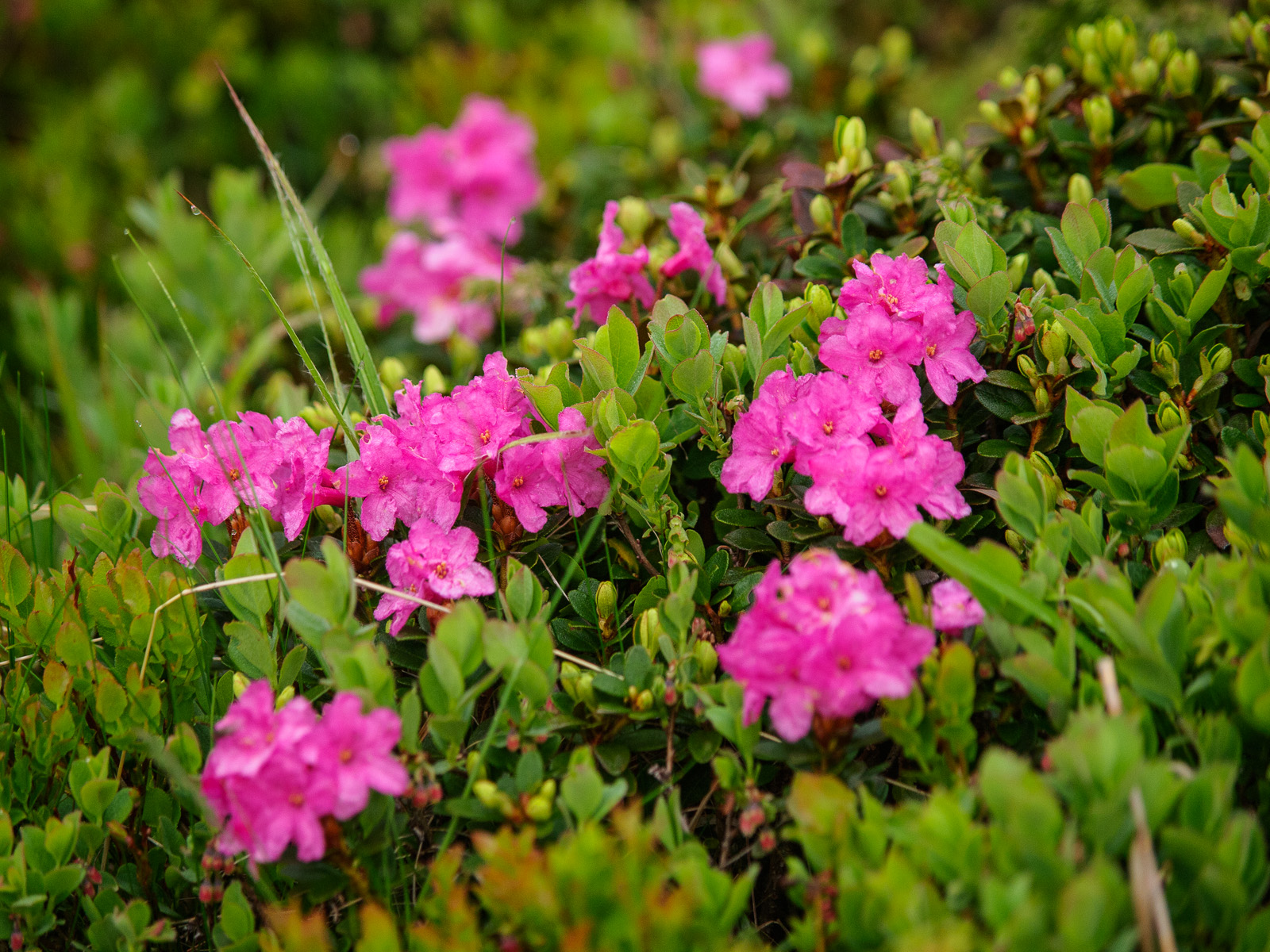
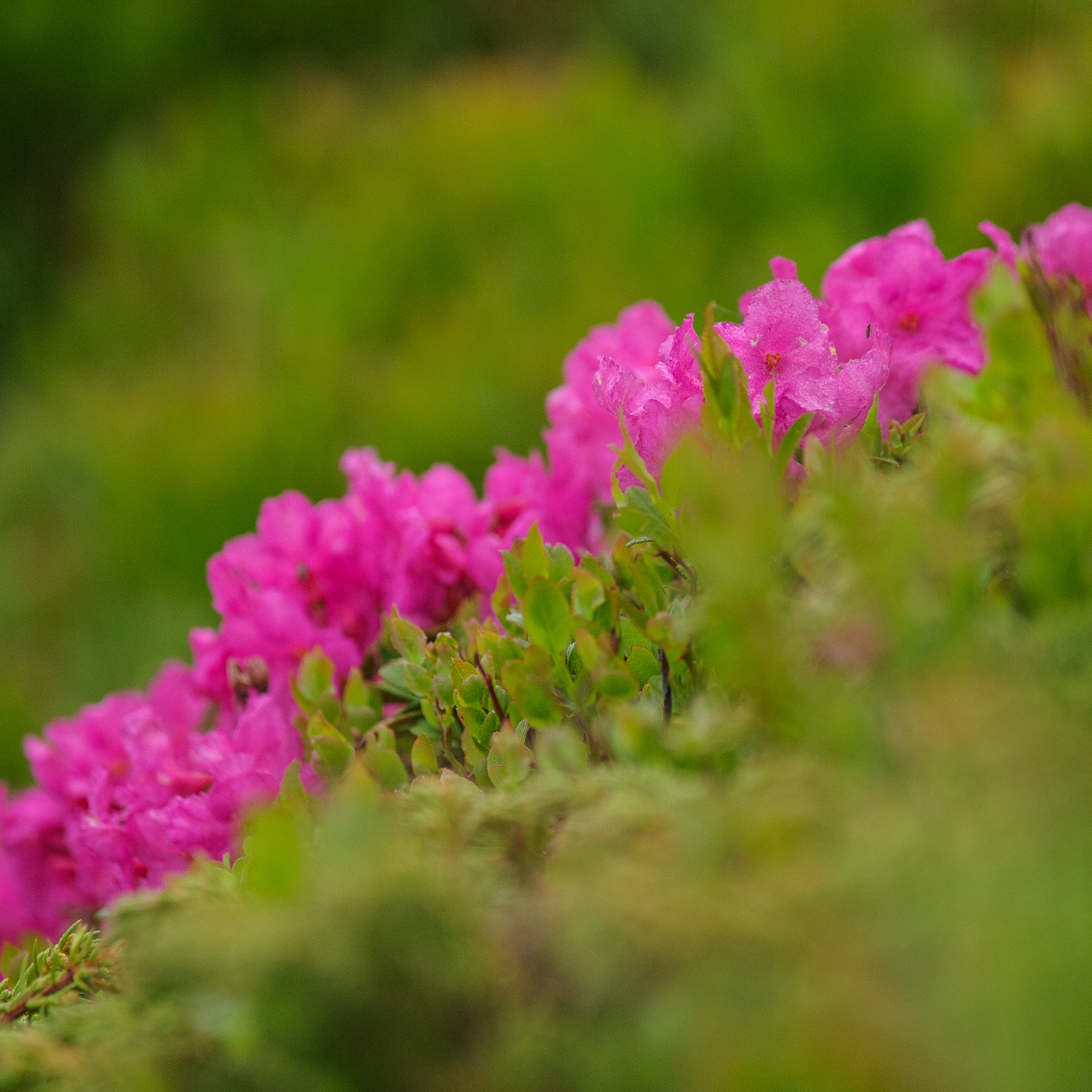
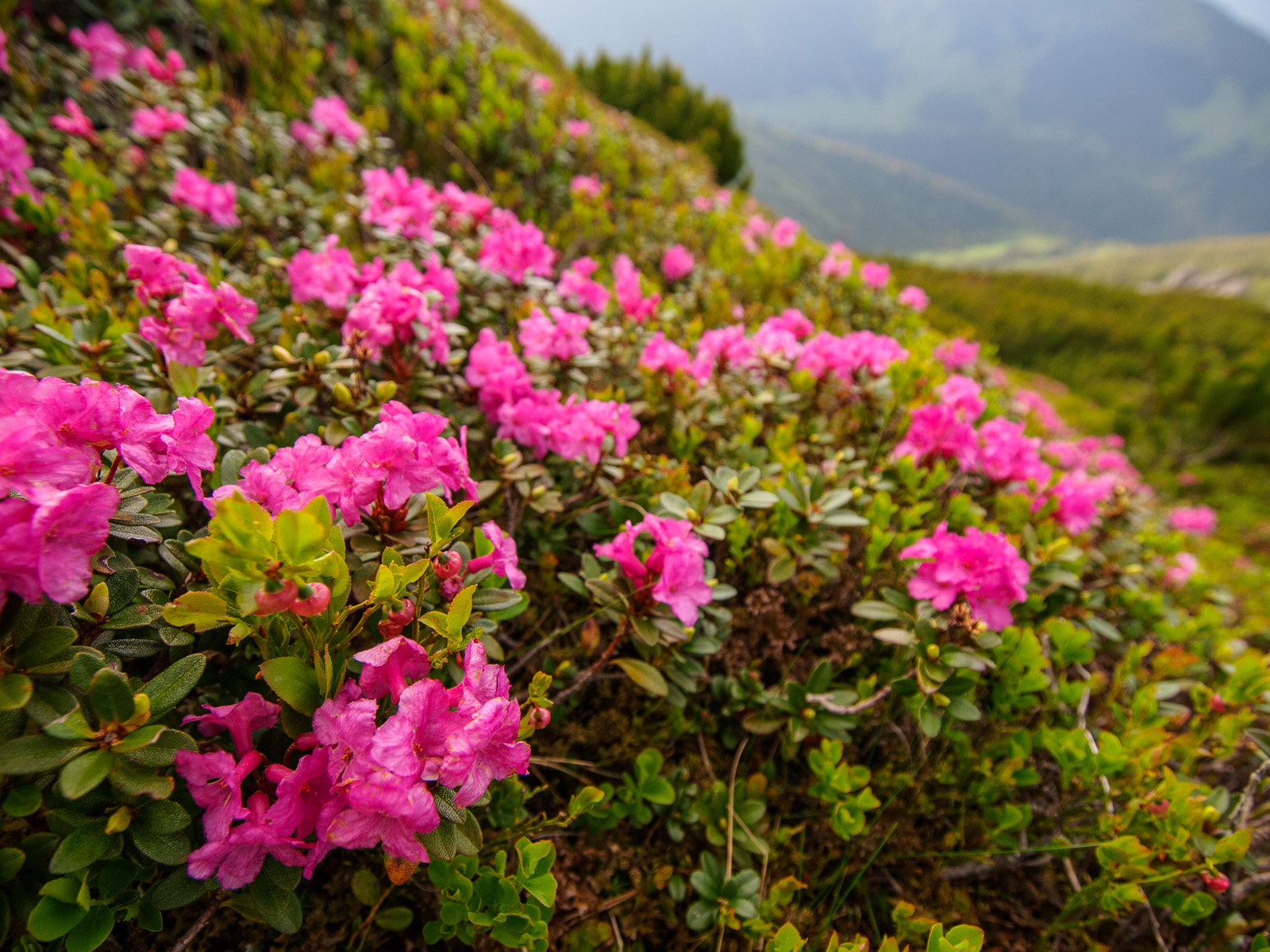